# Botrytis lutescens
Botrytis lutescens är en svampart som beskrevs av Sacc. & Roum. 1882. Botrytis lutescens ingår i släktet Botrytis och familjen Sclerotiniaceae.   Inga underarter finns listade i Catalogue of Life.